# 大須賀喜久代
大須賀 喜久代（おおすか きくよ）は、1969年（昭和44年）の「ミス・ジャパン」。同年7月にアメリカ・フロリダ州のマイアミビーチで行われたミス・ユニバース世界大会に出場し、第5位に入賞した。当時は名古屋市在住、家事手伝いの18歳で身長166センチメートル（cm）、体重50キログラム（kg）、スリーサイズは86-59-87 cm。
ミス・ユニバース世界大会では、そのカリスマ性によってセミファイナルからファイナルに進出。ファイナル・クエスションにおける質疑応答は通訳を介したもので精彩を欠いたが、日本代表のファイナリスト入賞は、1959年（昭和34年）に優勝して『ミス・ユニバース』となった児島明子以来10年ぶりであった。